# Back to You (Bryan Adams)
Back to You is een nummer van de Canadese zanger Bryan Adams uit 1997. Het is de eerste single van zijn akoestische livealbum Unplugged.
Het nummer werd alleen in Adams' thuisland Canada een grote hit; het haalde daar zelfs de nummer 1-positie. Buiten Canada was het nummer niet zeer succesvol. In Nederland haalde het de 20e positie in de Tipparade, en in Vlaanderen de 3e positie in de Tipparade.